# Festa d'aprile
Festa d'aprile è una canzone composta da Sergio Liberovici e Franco Antonicelli nel 1948.

## Storia
La canzone fu composta sulla base degli stornelli trasmessi da Radio Libertà, emittente clandestina attiva nella provincia di Biella dall'autunno 1944 all'aprile 1945.
Festa d'aprile diventò diffusissima nel periodo a ridosso della Liberazione.

## Interpretazioni
Una famosa interpretazione fu quella di Giovanna Daffini, che la inserì in un disco del 1967 prodotto da I dischi del sole. Una esecuzione molto più recente è quella degli Yo Yo Mundi, che introdussero Festa d'aprile nel loro album del 2005 Resistenza.
Una variante della canzone, venne diffusa dal carcere di Genova dai brigatisti durante il periodo del sequestro Sossi: "Era il diciotto aprile le otto già passate passarono all'azione le rosse brigate / Forza Brigate rosse in alto il fucile che ogni giorno sia il diciotto d'aprile/ ...", tra le nuove strofe vi era anche la richiesta di liberare i detenuti del Gruppo XXII Ottobre 